# Nematanthus sericeus
Nematanthus sericeus é uma espécie de  planta do gênero Nematanthus e da família Gesneriaceae. 

## Taxonomia
A espécie foi descrita em 1984 por Alain Chautems. 
O seguinte sinônimo já foi catalogado:  
- Hypocyrta sericea  Hanst.

## Forma de vida
É uma espécie epífita e subarbustiva. 

## Descrição
Folhas com pecíolo 0,2-0,5 cm, lâminas 1,3-6 x 0,6-1,8 cm; flores com pedicelo 0,3-0,5 cm, corola 2-3 cm de comprimento  

## Conservação
A espécie faz parte da Lista Vermelha das espécies ameaçadas do estado do Espírito Santo, no sudeste do Brasil. A lista foi publicada em 13 de junho de 2005 por intermédio do decreto estadual nº 1.499-R. 

## Distribuição
A espécie é endêmica do Brasil e encontrada nos estados brasileiros de Espírito Santo, Minas Gerais, Rio de Janeiro e São Paulo. 
A espécie é encontrada nos  domínios fitogeográficos de Cerrado e Mata Atlântica, em regiões com vegetação de floresta ombrófila pluvial e vegetação sobre afloramentos rochosos.